# Nadieżda Patrakiejewa
Nadieżda Nikołajewna Patrakiejewa, po mężu Andrejewa (ros. Надежда Николаевна Патрикеева, po mężu Андреева, ur. 30 września 1959 w Kirowsku, zm. 11 sierpnia 2014 w Moskwie) – rosyjska narciarka alpejska reprezentująca ZSRR.

## Kariera
W zawodach Pucharu Świata zadebiutowała w sezonie 1977/1978. Pierwsze punkty wywalczyła 26 stycznia 1979 roku w Schruns, gdzie zajęła dziesiąte miejsce w kombinacji. Na podium zawodów tego cyklu pierwszy raz stanęła 29 lutego 1980 roku w Waterville Valley, kończąc rywalizację w slalomie na drugiej pozycji. W zawodach tych rozdzieliła swą rodaczkę, Francuzkę Perrine Pelen i Hanni Wenzel z Liechtensteinu. W kolejnych startach jeszcze jeden raz stanęła na podium: 21 grudnia 1980 roku w Bormio ponownie była druga w slalomie. Tym razem uplasowała się między Pelen, a Eriką Hess ze Szwajcarii. W sezonie 1979/1980 zajęła 20. miejsce w klasyfikacji generalnej, a w klasyfikacji slalomu była dziewiąta.
Wystartowała na igrzyskach olimpijskich w Lake Placid w 1980 roku, gdzie zajęła szóste miejsce w slalomie i dwunaste w gigancie. Podczas rozgrywanych cztery lata później igrzysk w Sarajewie slalom ukończyła na 14. pozycji, a giganta na 29. miejscu. Była też między innymi jedenasta w kombinacji na mistrzostwach świata w Garmisch-Partenkirchen w 1978 roku i gigancie podczas mistrzostw świata w Schladming w 1982 roku.
Jej mężem był Władimir Andriejew.
Zmarła 11 sierpnia 2014 roku w Moskwie.

## Osiągnięcia

### Igrzyska olimpijskie
| Miejsce | Dzień     | Rok  | Miejscowość | Konkurencja | Czas biegu | Strata | Zwyciężczyni     |
| ------- | --------- | ---- | ----------- | ----------- | ---------- | ------ | ---------------- |
| 12.     | 21 lutego | 1980 | Lake Placid | Gigant      | 2:41,66    | +5,43  | Hanni Wenzel     |
| 6.      | 23 lutego | 1980 | Lake Placid | Slalom      | 1:25,09    | +4,11  | Hanni Wenzel     |
| 29.     | 13 lutego | 1984 | Sarajewo    | Gigant      | 2:20,98    | +5,87  | Debbie Armstrong |
| 14.     | 17 lutego | 1984 | Sarajewo    | Slalom      | 1:36,47    | +3,75  | Paoletta Magoni  |

### Mistrzostwa świata
| Miejsce | Dzień     | Rok  | Miejscowość            | Konkurencja | Czas biegu  | Strata     | Zwyciężczyni          |
| ------- | --------- | ---- | ---------------------- | ----------- | ----------- | ---------- | --------------------- |
| 28.     | 1 lutego  | 1978 | Garmisch-Partenkirchen | Zjazd       | 1:48,31     | +8,24      | Annemarie Moser-Pröll |
| 27.     | 3 lutego  | 1978 | Garmisch-Partenkirchen | Slalom      | 1:24,85     | +8,60      | Lea Sölkner           |
| 33.     | 4 lutego  | 1978 | Garmisch-Partenkirchen | Gigant      | 2:41,15     | +8,16      | Maria Epple           |
| 11.     | 4 lutego  | 1978 | Garmisch-Partenkirchen | Kombinacja  | 2460,39 pkt | +90,55 pkt | Maria Epple           |
| 12.     | 21 lutego | 1980 | Lake Placid            | Gigant      | 2:41,66     | +5,43      | Hanni Wenzel          |
| 6.      | 23 lutego | 1980 | Lake Placid            | Slalom      | 1:25,09     | +4,11      | Hanni Wenzel          |
| 11.     | 2 lutego  | 1982 | Schladming             | Gigant      | 2:37,17     | +3,07      | Erika Hess            |
| DNF1    | 6 lutego  | 1982 | Schladming             | Slalom      | 1:41,60     | -          | Erika Hess            |

### Puchar Świata

#### Miejsca w klasyfikacji generalnej
- sezon 1978/1979: 58.
- sezon 1979/1980: 20.
- sezon 1980/1981: 27.
- sezon 1981/1982: 73.
- sezon 1983/1984: 86.

#### Miejsca na podium
1. Waterville Valley – 29 lutego 1980 (slalom) – 2. miejsce
2. Bormio – 21 grudnia 1980 (slalom) – 2. miejsce